# WWE Year–End Award
Los WWE Year–End Awards es un concepto utilizado por la WWE, donde premios, similares a los premios de la Academia y los Grammy, se otorgan a los luchadores profesionales al final del año que han actuado en Raw y SmackDown. Introducido en 2018, ha habido dos ediciones del concepto. En la primera edición, los ganadores fueron votados por los fanáticos, mientras que en la segunda, la WWE eligió al ganador. Anteriormente, los luchadores de Raw y SmackDown habían recibido premios Slammy entre 1986 y 2015.

## Ediciones

### 2018 Awards
Los premios de fin de año de la WWE 2018 se revelaron el 23 de diciembre de 2018 en las historias de Instagram de la WWE. Los resultados fueron votados por los fanáticos.
| Categoría                             | Resultados                                               | Resultados |
| ------------------------------------- | -------------------------------------------------------- | ---------- |
| Male Superstar of the Year            | - Braun Strowman                                         |            |
| Female Superstar of the Year          | - Becky Lynch                                            |            |
| Tag Team of the Year                  | - The Bar (Cesaro & Sheamus)                             |            |
| Breakout Superstar of the Year        | - Elias                                                  |            |
| Most Underrated Superstar of the Year | - Naomi                                                  |            |
| Match of the Year                     | - Becky Lynch vs. Charlotte Flair en Evolution           |            |
| Hottest Rivalry of the Year           | - Brock Lesnar vs. Roman Reigns                          |            |
| Return of the Year                    | - Dean Ambrose                                           |            |
| Best on the Mic of the Year           | - Paul Heyman                                            |            |
| Best Diss of the Year                 | - Ronda Rousey – promo against Nikki Bella               |            |
| Shocking Moment of the Year           | - Randy Orton – tearing Jeff Hardy's ear                 |            |
| General Manager of the Year           | - Paige                                                  |            |
| Most Hated of the Year                | - Baron Corbin                                           |            |
| Brand of the Year                     | - Raw                                                    |            |
| Funniest Moment of the Year           | - Titus O'Neil – falling at the Greatest Royal Rumble    |            |
| Best Reunion of the Year              | - The Shield (Dean Ambrose, Roman Reigns & Seth Rollins) |            |

### 2019 Awards
Los premios de fin de año de la WWE 2019 se anunciaron el 24 de diciembre de 2019 en WWE Backstage, con Renee Young, Booker T, Christian, Maria Menounos y Ember Moon como anfitriones. Esta vez, WWE eligió a los ganadores. Las revelaciones también incluyeron nominados, aunque no se habían hecho anuncios previos sobre quién estaba en la contienda por los premios.
Los ganadores se enumeran primero, resaltados en negrita.
| Categoría                           | Resultados | Resultados |
| ----------------------------------- | --- | ---------- |
| Male Superstar of the Year          | - "The Fiend" Bray Wyatt - Brock Lesnar - Kofi Kingston - Seth Rollins |            |
| Female Superstar of the Year        | - Becky Lynch - Bayley - Charlotte Flair - Ronda Rousey |            |
| Men's Tag Team of the Year          | - The New Day (Big E, Kofi Kingston & Xavier Woods) - The O.C. (Luke Gallows & Karl Anderson) - The Revival (Scott Dawson & Dash Wilder) - The Viking Raiders (Ivar & Erik)                                                                                    |            |
| Women's Tag Team of the Year        | - The Kabuki Warriors (Asuka & Kairi Sane) - Alexa Bliss & Nikki Cross - The Boss 'n' Hug Connection (Bayley & Sasha Banks) - The IIconics (Billie Kay & Peyton Royce)                                                                                         |            |
| Moment of the Year                  | - Kofi Kingston – winning the WWE Championship at WrestleMania - Becky Lynch – winning the Raw and SmackDown Women's Championships at WrestleMania - Lacey Evans and Natalya – wrestling the first-ever women’s wrestling match in Saudi Arabia at Crown Jewel |            |
| Breakthrough Superstars of the Year | - The Street Profits (Angelo Dawkins & Montez Ford) - Nikki Cross - Ricochet - The Viking Raiders (Ivar & Erik) |            |